# Cordites armillata
Cordites armillata là một loài bọ cánh cứng trong họ Cerambycidae.